# 欲望の河
『欲望の河』（よくぼうのかわ）は、東海テレビ制作・フジテレビ系列で、1976年7月12日～8月20日に放送された昼ドラマである。

## 概要
若い後妻と義理の息子が憎しみから愛し合う様に。

## キャスト
- 五月みどり
- 内田朝雄
- 福岡正剛
- 内田勝正
- 東山敬司
- 伍代達弘
- 清川新吾

## スタッフ
- 監督：森﨑東
- 脚本：杉山義法